# Бережок (Торжокский район)
Бережок  — деревня в Торжокском районе Тверской области. Входит в состав Грузинского сельского поселения.

## География
Деревня находится в центральной части Тверской области, в зоне хвойно-широколиственных лесов, в пределах восточной оконечности Валдайской возвышенности, на правом берегу реки Тверцы, на расстоянии примерно 11 километров (по прямой) на юго-восток от районного центра   города Торжок.

### Климат
Климат характеризуется как умеренно континентальный, влажный, с морозной зимой и умеренно тёплым летом. Среднегодовая температура воздуха — 3,9 °C. Средняя температура воздуха самого холодного месяца (января) — −10,2 °C (абсолютный минимум — −48 °C); самого тёплого месяца (июля) — 16,9 °C (абсолютный максимум — 35 °C). Вегетационный период длится около 169 дней. Годовое количество атмосферных осадков составляет около 575—600 мм, из которых большая часть выпадает в тёплый период. Снежный покров держится в течение 135 −140 дней. Среднегодовая скорость ветра варьирует в пределах от 3,1 до 4,1 м/с.

## История
Деревня была отмечена еще на карте 1825 года. В 1859 году здесь (деревня Новоторжского уезда Тверской губернии) было учтено 6 дворов, в 1941 — 18.

## Население
| 2010 |
| ---- |
| 5    |

Численность населения: 55 человек (1859 год), 3 (русские 100 %) в 2002 году, 5 в 2010.